# Cultura amforelor globulare

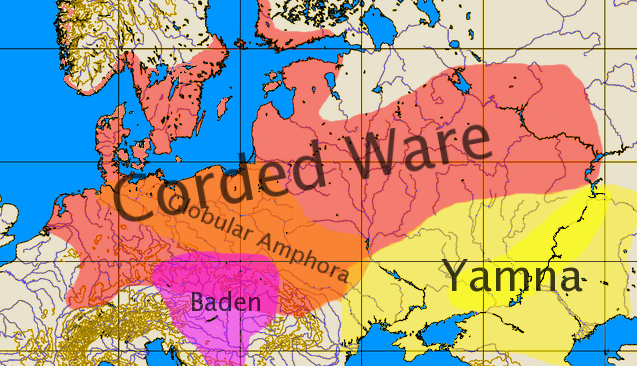
Aria de răspândire a orizontului arheologic corespunzător culturii vaselor cordate și culturile vecine acesteia din mileniul al III-lea î.Hr..(după Encyclopedia of Indo-European Culture).

Cultura amforelor globulare (sau în engleză Globular Amphora culture, GAC și în germană Kugelamphoren-Kultur, KAK) este o cultură arheologică care s-a dezvoltat între cca. 3400-2800 î.Hr. în zona centrală a ariei ce ulterior a fost ocupată de cultura ceramicii cordate. Situată oarecum spre sud și vest, ea s-a învecinat spre sud cu cultura Baden și spre nord-est cu Narva. A ocupat o mare parte din zona de răspândire a culturii anterioare, cultura vaselor cu pâlnie (sau Funnelbeaker culture în engleză). Numele a fost inventat de Gustaf Kossinna datorită formei caracteristice a ceramicii, globulare cu două sau patru mânere.

## Extindere

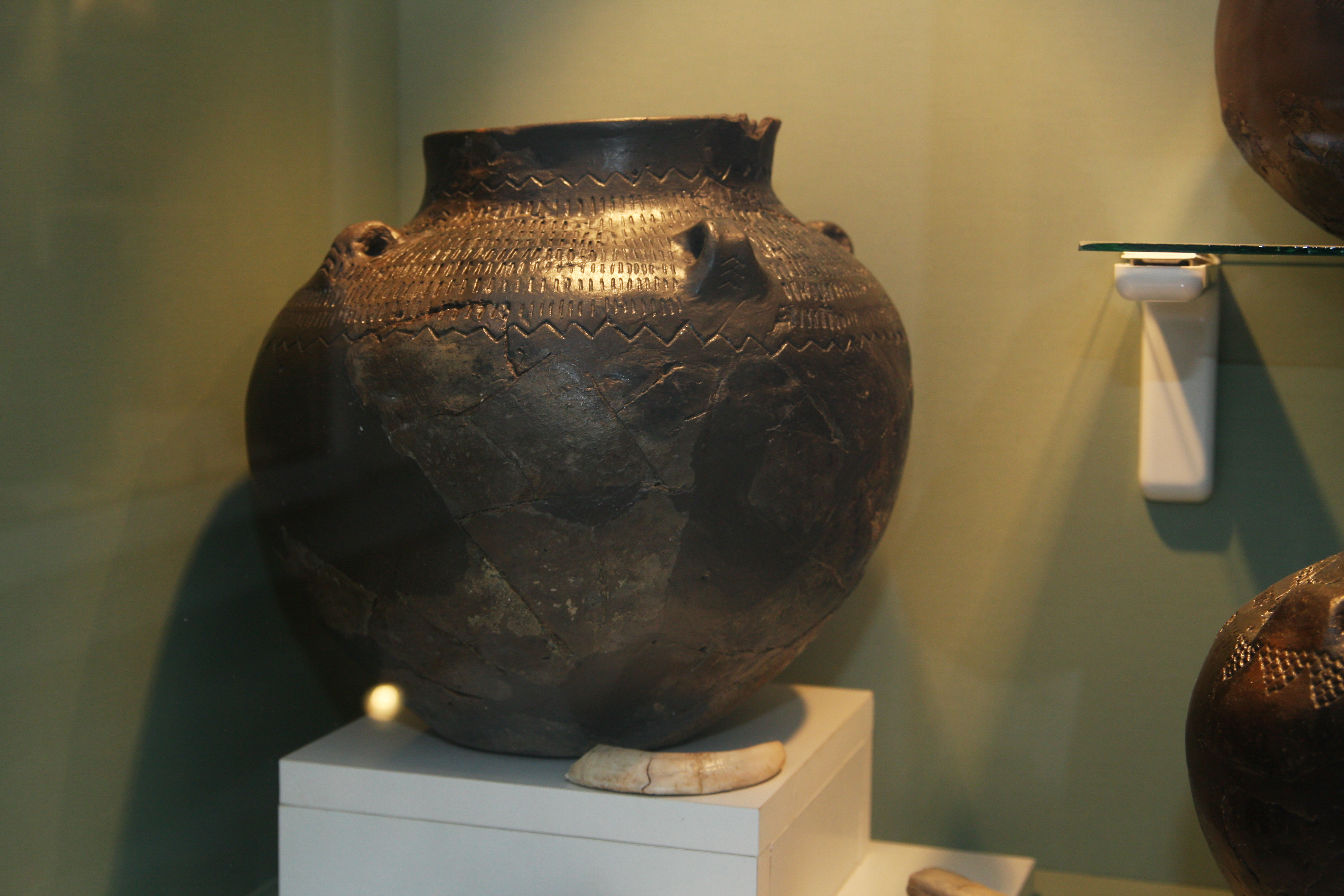
Amforă globulară

Cultura amforelor globulare a fost localizată în zona definită de către bazinele hidrografice ale fluviilor Elba la vest, Vistula la est, pe cursul mijlociu al Nistrului spre sud și al Niprului spre sud-est.
Această cultură s-a răspândit și la vest de fluviul Elba, unele amfore globulare fiind găsite în mormintele megalitice. Răspândirea în zona de stepă este atribuită unei difuzii târzii, între 2950-2350 î.Hr. dintr-un centru situat în Volânia și Podolia.

## Economie
Economia era bazată pe creșterea animalelor, în special a porcilor în prima fază, contrar preferinței culturii vaselor cu pâlnie pentru creșterea bovinelor. Așezările sunt rare și, în mod normal, acestea conțin doar grupuri de locuințe mici. Nu au fost descoperite încă rămășițe care să ateste prezența de case mari. S-a sugerat că unele dintre aceste așezări fie nu erau locuite pe tot parcursul anului, fie erau doar temporare.

## Rituri funerare

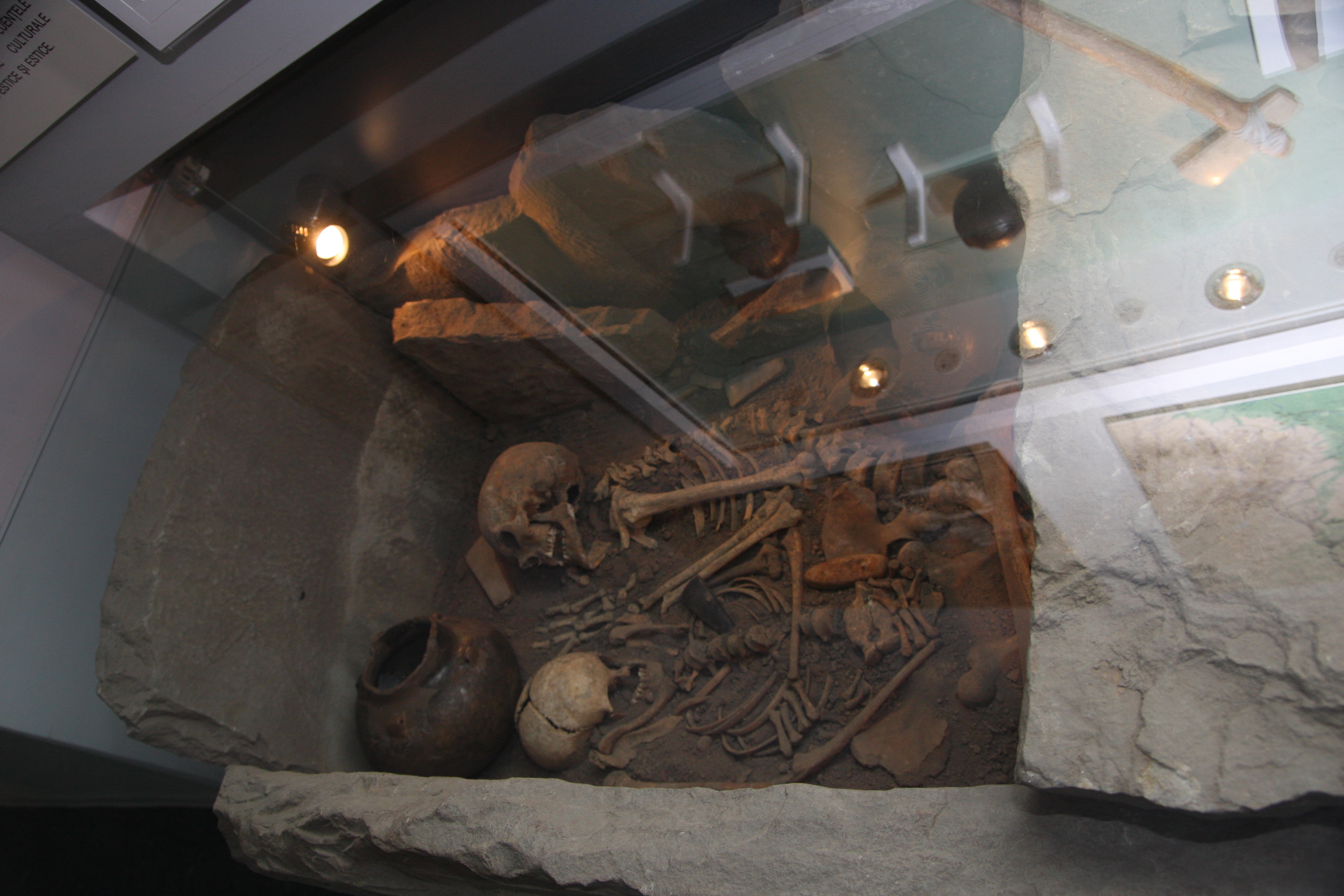
Mormânt aparținând culturii amforelor globulare

Cultura amforelor globulare este cunoscută în primul rând prin mormintele sale. Înhumare se realiza într-o groapă sau într-o cistă. O varietate largă de ofrande funerare erau lăsate în morminte: amfore globulare tipice, topoare de piatra și chiar fragmente de origine animală (cum ar fi maxilarul de porc) sau, eventual, animale întregi, de exemplu boi. Există, de asemenea, morminte cu vite, de multe ori în perechi, conținând ofrande funerare. Au fost descoperite, de asemenea, înmormântări secundare în morminte megalitice.

## Interpretare
Includerea de animale în mormânte este văzută de către Marija Gimbutas (Marija Gimbutiene în lituaniană) ca un element cultural intruziv. Practica sati sau a sacrificiul femeilor la moartea soțului, practică ce Gimbutas o consideră prezentă în această societate, este, de asemenea, văzută ca un element cultural extrem de intruziv. Susținătorii Marijei Gimbutas și ai ipotezei sale „kurgane” scot în evidență aceste practici funerare distinctive și ajung la concluzia că acest lucru reprezintă influența celui de-al al doilea val migrator indo-european.